# Triangle Service
Triangle Service — японская компания, разработчик компьютерных игр. Специализируется на разработке скролл-шутеров для аркадных игровых автоматов. Впоследствии игры компании также портировались на игровые консоли.

## Список игр
- XII Stag (2002) — Taito G-NET, Sony Playstation 2
- Trizeal (2004) — Sega NAOMI, Sega Dreamcast, Playstation 2, Xbox 360
- Exzeal (2007) — Sega NAOMI, Xbox 360